# Wang Chen
Wang Chen (chinesisch 王晨, * 21. Juni 1976 in Shanghai) ist eine Badmintonspielerin aus Hongkong, die ursprünglich für China startete.
Sie begann ihre Karriere in China. Für China gewann sie 1994 die Junioren-Weltmeisterschaft sowie 1996 und 1997 die Thailand Open. Mit Beginn des neuen Jahrtausends wechselte sie nach Hongkong. Wang nahm im Badminton bei Olympia 2004 teil. Im Dameneinzel bezwang sie Lorena Blanco aus Peru und Yao Jie aus den Niederlanden in den ersten beiden Runden. Im Viertelfinale unterlag Wang gegen Zhang Ning aus der Volksrepublik China mit 9:11, 11:6, 11:7. 2005 wurde sie Asienmeisterin im Dameneinzel und gewann die Indonesia Open. Den Sieg bei den Indonesia Open wiederholte sie ein Jahr später. Bei der Badminton-Weltmeisterschaft 2007 stand sie im Finale, unterlag dort aber Zhu Lin aus China glatt in zwei Sätzen.

## Erfolge
| Datum              | Veranstaltung                        | Platz         | Disziplin   |
| ------------------ | ------------------------------------ | ------------- | ----------- |
| 19. Mai 2002       | Uber-Cup-Finale 2002                 | -             | Team        |
| 25. August 2002    | Yonex-Sunrise Singapur Open 2002     | Viertelfinale | Dameneinzel |
| 1. September 2002  | Sanyo Indonesia Open 2002            | Achtelfinale  | Dameneinzel |
| 3. November 2002   | Realkredit Denmark Open 2002         | Halbfinale    | Dameneinzel |
| 17. November 2002  | Asienmeisterschaft 2002              | Halbfinale    | Dameneinzel |
| 17. November 2002  | Asienmeisterschaft 2002              | Viertelfinale | Mixed       |
| 16. Februar 2003   | Yonex All England Open 2003          | Viertelfinale | Dameneinzel |
| 23. Februar 2003   | Swiss Open 2003                      | Finale        | Dameneinzel |
| 23. März 2003      | Sudirman Cup 2003                    | -             | Team        |
| 6. April 2003      | Yonex Japan Open 2003                | Halbfinale    | Dameneinzel |
| 13. April 2003     | Korea Open 2003                      | Finale        | Dameneinzel |
| 6. Juli 2003       | Western Australia International 2003 | Achtelfinale  | Dameneinzel |
| 3. August 2003     | Weltmeisterschaft 2003               | Viertelfinale | Dameneinzel |
| 24. August 2003    | Singapur Open 2003                   | Viertelfinale | Dameneinzel |
| 31. August 2003    | Indonesia Open 2003                  | Finale        | Dameneinzel |
| 7. September 2003  | Malaysia Open 2003                   | Viertelfinale | Dameneinzel |
| 28. September 2003 | Denmark Open 2003                    | Viertelfinale | Dameneinzel |
| 2. November 2003   | Hong Kong Open 2003                  | Viertelfinale | Dameneinzel |
| 9. November 2003   | Chinese Taipei Open 2003             | Halbfinale    | Dameneinzel |
| 16. November 2003  | China Open 2003                      | Halbfinale    | Dameneinzel |
| 22. Februar 2004   | Uber Cup                             | -             | Team        |
| 14. März 2004      | All England 2004                     | Viertelfinale | Dameneinzel |
| 4. April 2004      | Korea Open 2004                      | Viertelfinale | Dameneinzel |
| 11. April 2004     | Japan Open 2004                      | Viertelfinale | Dameneinzel |
| 26. April 2004     | Asienmeisterschaft 2004              | Finale        | Dameneinzel |
| 21. August 2004    | Olympia 2004                         | Viertelfinale | Dameneinzel |
| 14. November 2004  | China Open 2004                      | Finale        | Dameneinzel |
| 21. November 2004  | Singapur Open 2004                   | 1 / 32        | Dameneinzel |
| 5. Dezember 2004   | Chinese Taipei Open 2004             | 1 / 32        | Dameneinzel |
| 19. Dezember 2004  | Indonesia Open 2004                  | Viertelfinale | Dameneinzel |
| 30. Januar 2005    | Korea Open 2005                      | Finale        | Dameneinzel |
| 13. März 2005      | All England 2005                     | Achtelfinale  | Dameneinzel |
| 20. März 2005      | Swiss Open 2005                      | Halbfinale    | Dameneinzel |
| 10. April 2005     | Japan Open 2005                      | Halbfinale    | Dameneinzel |
| 15. Mai 2005       | Sudirman Cup 2005                    | -             | Team        |
| 3. Juli 2005       | Singapur Open 2005                   | Viertelfinale | Dameneinzel |
| 10. Juli 2005      | Malaysia Open 2005                   | Achtelfinale  | Dameneinzel |
| 21. August 2005    | Weltmeisterschaft 2005               | Viertelfinale | Dameneinzel |
| 4. September 2005  | China Masters 2005                   | Achtelfinale  | Dameneinzel |
| 11. September 2005 | Asienmeisterschaft 2005              | Sieger        | Dameneinzel |
| 25. September 2005 | Indonesia Open 2005                  | Sieger        | Dameneinzel |
| 6. November 2005   | Hong Kong Open 2005                  | Halbfinale    | Dameneinzel |
| 13. November 2005  | China Open 2005                      | Halbfinale    | Dameneinzel |
| 15. Januar 2006    | German Open 2006                     | Halbfinale    | Dameneinzel |
| 22. Januar 2006    | All England 2006                     | Viertelfinale | Dameneinzel |
| 19. Februar 2006   | Uber Cup 2006                        | -             | Team        |
| 12. März 2006      | China Masters 2006                   | Halbfinale    | Dameneinzel |
| 2. April 2006      | Asienmeisterschaft 2006              | Sieger        | Dameneinzel |
| 7. Mai 2006        | Uber Cup 2006                        | -             | Team        |
| 4. Juni 2006       | Indonesia Open 2006                  | Viertelfinale | Dameneinzel |
| 18. Juni 2006      | Malaysia Open 2006                   | Halbfinale    | Dameneinzel |
| 25. Juni 2006      | Chinese Taipei Open 2006             | Halbfinale    | Dameneinzel |
| 23. Juli 2006      | Macau Open Championships 2006        | Halbfinale    | Dameneinzel |
| 27. August 2006    | Korea Open 2006                      | 1/32          | Dameneinzel |
| 2. September 2006  | Hong Kong Open 2006                  | Viertelfinale | Dameneinzel |
| 24. September 2006 | Weltmeisterschaft 2006               | Achtelfinale  | Dameneinzel |
| 15. Oktober 2006   | Japan Open 2006                      | Halbfinale    | Dameneinzel |
| 22. Oktober 2006   | China Open 2006                      | Halbfinale    | Dameneinzel |
| 28. Januar 2007    | Korea Open                           | Achtelfinale  | Dameneinzel |
| 11. März 2007      | All England                          | Viertelfinale | Dameneinzel |
| 18. März 2007      | Swiss Open                           | Achtelfinale  | Dameneinzel |
| 15. April 2007     | Asienmeisterschaft 2007              | Halbfinale    | Dameneinzel |
| 6. Mai 2007        | Singapur Open 2007                   | Viertelfinale | Dameneinzel |
| 13. Mai 2007       | Indonesia Open                       | Sieger        | Dameneinzel |
| 15. Juli 2007      | China Open                           | Achtelfinale  | Dameneinzel |
| 19. August 2007    | Weltmeisterschaft                    | Finale        | Dameneinzel |